# Vagiz Galiulin
Vagiz Galiulin (ros. Вагиз Галиулин, Wagiz Galiulin; ur. 10 października 1987) – uzbecki piłkarz grający na pozycji pomocnika.

## Kariera zawodnicza
Galiulin jest wychowankiem FK Buchara, w barwach którego debiutował w Olij Lidze w wieku 18 lat. Wkrótce przeniósł się do stołecznego Traktora, lecz tam nie zagrzał długo miejsca. Gdy tylko pojawiła się oferta z Rosji, skorzystał z niej i przeniósł się do Rubinu Kazań. W pierwszym sezonie występów w Kazaniu zaliczył 22 spotkania i strzelił 2 bramki w drużynie rezerw. W 2007 roku został włączony do pierwszej drużyny Rubinu i wkrótce zadebiutował w Premier Lidze. Z Rubinu był wypożyczany do Sibiru Nowosybirsk i Nieftiechimika Niżniekamsk. W 2014 przeszedł do FK Ufa.
W roku 2008 zadebiutował w reprezentacji Uzbekistanu.